# Tabanus strangmannii
Tabanus strangmannii är en tvåvingeart som beskrevs av Ricardo 1914. Tabanus strangmannii ingår i släktet Tabanus och familjen bromsar. Inga underarter finns listade i Catalogue of Life.